# Bertrand Bitz
Bertrand Bitz est un auteur-compositeur-interprète de Suisse romande, né en 1978 à Nax, dans le canton du Valais.

## Biographie
La formation musicale initiale de Bertrand Bitz est assez éclectique. Dans sa jeunesse, il commence tout d'abord par suivre les cours de solfège et d'instrument de la société de musique de son village, la fanfare L'Écho du Mont-Noble de Nax. Il poursuit ensuite son apprentissage de la musique par l'étude de l'orgue et de la guitare, développant progressivement un goût pour la composition et l'interprétation de chansons.
Bertrand Bitz construit alors peu à peu un style propre où l'accompagnement musical, aux lignes mélodiques épurées, se met au service du texte qu'il vient souligner, celui-ci étant toujours mis au premier plan. D'une chanson à l'autre, les textes recouvrent de nombreux thèmes de réflexions abordés par le chanteur et/ou son parolier de prédilection, Ludovic Pannatier, des thèmes tantôt sociaux (la société de consommation, le chômage) tantôt philosophiques (l'amitié, l'amour-passion, la mort, la séparation). Ainsi, par exemple, la chanson Pour combien propose une violente critique du matérialisme capitaliste qui tend à faire de l'amour même une simple marchandise : "Combien valent tes sentiments/ À crédit ou bien comptant/ M'aimes-tu si je n'ai plus d'argent/ Et combien pour tous ces instants/ À combien ton réconfort/ Dis-moi le prix des compliments". Sur un thème plus grivois, Clara se présente comme une ode paradoxale à la liberté féminine par l'évocation de la figure de Clara Morgane, actrice pornographique reconvertie en commerçante de sous-vêtements.
En 2003, chanteur du groupe Hillside (créé en 1998), Bertrand Bitz sort l'album intitulé Instants volés. La même année, il rencontre le parolier Ludovic Pannatier. Cette rencontre est un tournant dans le développement artistique de Bertrand Bitz, en témoigne le commentaire qu'il en fait : "...j'ai rencontré un autre extraterrestre de ma région : Ludovic Pannatier. Nous étions tous les deux des " doux rêveurs "... Le feeling des premiers instants s'est confirmé au moment où je lui ai présenté mes ébauches de chansons, jusqu'alors laissées sans texte".
En 2005, sous son propre nom, Bertrand Bitz réalise l'album Tout ça nous poursuit avec, pour les paroles, la collaboration de Ludovic Pannatier et Alexandra Bitz. Extraite de cet album, la chanson Lorsque nos yeux remporte un 4e prix au concours "Soundcheck 2005" de MyCokeMusic.ch à Zurich.
En 2007, interprétant la chanson En Thalasso, il remporte un 2e prix au prestigieux concours de "La médaille d’or de la chanson" à Saignelégier. Créé en 1967 par la section du Groupe Bélier de Saignelégier et environs, ce concours a consacré des chanteurs comme le bel Hubert (1981) ou L'Homme Hareng Nu, alias Laurent Steulet, en 2007. Le 21 juin 2007, il se produit à la place Arlaud à Lausanne dans le cadre de la Fête de la musique.
Le 1er février 2008, il apparaît dans l'émission télévisée "Têtes en l'air", animée par Manuella Maury en première partie de soirée sur la télévision suisse romande (TSR). En avril 2008, Bertrand Bitz sort son premier album destiné à une diffusion nationale : Multifaces,. Il s'attache également les services d'un manager, Jacques S. du "Chant laboureur", agent notamment de Sarclo et du Bel Hubert. À l'occasion de la sortie de Multifaces, Bertrand Bitz est l'invité, le 1er avril 2008, de l'émission radiophonique Radio Paradiso sur les ondes de la Radio suisse romande. S'y exprimant sur  la conception intellectuelle de son album, Bertrand Bitz décrit le processus personnel et très spontané qui l'a conduit à la composition. En effet "l'idée du multifaces,... c'est l'assise de l'album, je voulais pas seulement faire des chansons qui se ressemblaient, je voulais des chansons multifaces qui représentent justement les différentes phases de la vie; donc quand on se sent bien on fait des chansons plus populaires, plus joyeuses et puis, dans les moments plus difficiles, que ce soit un décès, un chagrin, quelque chose qui peut toucher, là l'inspiration s'oriente vers quelque chose de plus torturé".
Apparaissant dans Multifaces, la chanson L'attente illustre tout particulièrement le travail de réflexion, en l'occurrence sur les tourments provoqués par l'amour-passion, caractéristique de la démarche artistique de Bertrand Bitz.  Sans préjuger de leur originalité, les fruits de cette réflexion ne sont pas sans faire écho à celles, sur un plan littéraire, de Alain Finkielkraut ou encore de Marcel Proust. "L'amour fait de vous l'otage d'un absent que vous ne pouvez ni fixer, ni esquiver, ni éconduire", écrit notamment Finkielkraut. "Gilberte cependant ne revenait toujours pas... Et pourtant j'aurais eu besoin de la voir, car je ne me rappelais même pas sa figure. Le modèle chéri... bouge; on n'en a jamais que des photographies manquées" ou encore "On peut avoir du goût pour une personne. Mais pour déchaîner cette tristesse, ce sentiment de l’irréparable, ces angoisses qui préparent l’amour, il faut... le risque d’une impossibilité", écrit Proust. "Seul face au silence, face à l'indifférence, l'attente est si longue et la souffrance si douce", chante Bertrand Bitz.
En février 2013, Bertrand Bitz sort Double deuil, chanson produite avec le rappeur bernois Greis. Chanson très personnelle, Double deuil évoque, sur un texte de Pascal Rinaldi, les affres traversées par le chanteur à la suite d'une rupture amoureuse. Programmée en playlist sur plusieurs radios romandes, ce titre est en fait le deuxième single issu de l’album White Spirit Polaroid, dont la sortie est prévue pour la fin de l’année 2013.
Bertrand Bitz sort son nouvel album White Spirit Polaroid en avril 2016. Patrice Genet et Pascal Rinaldi ont produit les textes de l'album. Dans une veine plus pop-rock que son précédent album Multifaces, White Spirit Polaroid est marqué par les thèmes du deuil (deuil d'une relation amoureuse et d'une relation amicale) et de la lente reconstruction de l'artiste. À l'occasion de la sortie de l'album, Bertrand Bitz est l'invité, le 19 juillet 2016, de l'émission radiophonique Vertigo sur les ondes de la Radio suisse romande. Il y explique que son nouvel album est le fruit d'une "longue mue après des étapes de vie un petit peu difficiles", marquées par une perte de repères sur les plans professionnels, artistiques, géographiques et affectifs. 